# Distretto di Urpay
Il distretto di Urpay  è uno dei tredici distretti della provincia di Pataz, in Perù. Si trova nella regione di La Libertad e si estende su una superficie di  99.61 chilometri quadrati.